# Риго, Томаш
То́маш Ри́го (словац. Tomáš Rigo; род. 3 июля 2002, Попрад, Прешовский край) — словацкий футболист, полузащитник клуба «Баник» (Острава).

## Клубная карьера
Риго — воспитанник клубов «Попрад», «Татран» «Ружомберок» и пражской «Славии». 10 декабря 2020 года в поединке Лиги Европы против левркузенского «Байера» Томаш дебютировал за основной состав последних. 23 мая 2021 года в матче против «Яблонец» он дебютировал в Гамбринус лиге. В своём дебютном сезоне он помог клубу выиграть чемпионат и Кубок Чехии.
Летом 2021 года Риго был арендован в «Селье и Белло». 24 июля в матче против «Опавы» он дебютировал во Второй лиге Чехии. 23 октября в поединке против «Вишкова» Томаш забил свой первый гол за «Селье и Белло».

## Достижения
Командные
 «Славия» (Прага)
- Победитель Гамбринус-лиги — 2020/2021
- Обладатель Кубка Чехии — 2020/2021